# Dolarn
Dolarn är en sjö i Vilhelmina kommun i Lappland och ingår i Ångermanälvens huvudavrinningsområde. Sjön har en area på 0,738 kvadratkilometer och ligger 528,1 meter över havet. Dolarn ligger i Marsfjället Natura 2000-område. Sjön avvattnas av vattendraget Krutån.

## Delavrinningsområde
Dolarn ingår i det delavrinningsområde (722708-149936) som SMHI kallar för Utloppet av Dolarn. Medelhöjden är 543 meter över havet och ytan är 4,19 kvadratkilometer. Räknas de 23 avrinningsområdena uppströms in blir den ackumulerade arean 130,5 kvadratkilometer. Krutån som avvattnar avrinningsområdet har biflödesordning 3, vilket innebär att vattnet flödar genom totalt 3 vattendrag innan det når havet efter 411 kilometer. Avrinningsområdet består mestadels av skog (81 procent). Avrinningsområdet har 0,73 kvadratkilometer vattenytor vilket ger det en sjöprocent på 17,4 procent.